# ONEFA 2000
La Liga Mayor de la ONEFA 2000 fue la septuagésima temporada de la máxima competencia de fútbol americano universitario en México y la vigésima segunda administrada por la Organización Nacional Estudiantil de Fútbol Americano. En esta temporada, la Liga Mayor estuvo compuesta por dos conferencias: la Conferencia de los 10 Grandes y la Conferencia Nacional, esta última dividida en tres grupos. La temporada fue dedicada a Manuel "Pibe" Vallari Rubio, exjugador de los Burros Blancos del IPN.

## Equipos participantes

### Conferencia de los 10 Grandes
| Equipo            | Institución                             | Estadio                        | Ciudad                                 | Head coach               |
| ----------------- | --------------------------------------- | ------------------------------ | -------------------------------------- | ------------------------ |
| Águilas Blancas   | Instituto Politécnico Nacional          | Estadio Wilfrido Massieu       | Ciudad de México                       | Jacinto Licea            |
| Auténticos Tigres | Universidad Autónoma de Nuevo León      | Estadio Gaspar Mass            | San Nicolás de los Garza, Nuevo León   | Edmundo Reyes            |
| Aztecas           | Universidad de las Américas Puebla      | Templo del Dolor               | Cholula, Puebla                        | Leonardo Luján           |
| Borregos Salvajes | ITESM Campus Estado de México           | Corral de Plástico             | Atizapán de Zaragoza, Estado de México | Rafael Duk Delgado       |
| Borregos Salvajes | ITESM Campus Laguna                     | Infierno Azul                  | Torreón, Coahuila                      | Héctor Gaytán McGregor   |
| Borregos Salvajes | ITESM Campus Monterrey                  | Estadio Tecnológico            | Monterrey, Nuevo León                  | Frank González           |
| Borregos Salvajes | ITESM Campus Toluca                     | La Congeladora                 | Toluca, Estado de México               | Diego García Miravete    |
| Lobos             | Universidad Autónoma de Coahuila        | Estadio Jorge Castro           | Saltillo, Coahuila                     | Jorge Castro             |
| Pumas             | Facultad de Estudios Superiores Acatlán | Perros Negros                  | Naucalpan de Juárez, Estado de México  | Mario Hernández Verduzco |
| Pumas             | Universidad Nacional Autónoma de México | Estadio Olímpico Universitario | Ciudad de México                       | Leopoldo Vázquez Mellado |

### Conferencia Nacional
| Equipo            | Institución                                | Estadio                          | Ciudad                                |
| Grupo A           | Grupo A                                    | Grupo A                          | Grupo A                               |
| ----------------- | ------------------------------------------ | -------------------------------- | ------------------------------------- |
| Correcaminos      | Universidad Autónoma de Tamaulipas         | Estadio Eugenio Alvizo Porras    | Ciudad Victoria, Tamaulipas           |
| Cherokees         | Universidad del Valle de México            | Culhuacán                        | Ciudad de México                      |
| Frailes           | Universidad del Tepeyac                    | Estadio Manuel Rodero            | Naucalpan de Juárez, Estado de México |
| Gamos             | Centro Universitario México                | Colegio México Acoxpa            | Ciudad de México                      |
| Pieles Rojas      | Instituto Politécnico Nacional             | Estadio Wilfrido Massieu         | Ciudad de México                      |
| Potros Salvajes   | Universidad Autónoma del Estado de México  | Estadio Juan Josafat Pichardo    | Toluca, Estado de México              |
| Zorros            | Instituto Tecnológico de Querétaro         | El Pocito                        | Querétaro, Querétaro                  |
| Grupo B           |                                            |                                  |                                       |
| Borregos Salvajes | ITESM Campus Ciudad de México              | Disney Field                     | Ciudad de México                      |
| Centinelas        | Cuerpo de Guardias Presidenciales          | Estadio Joaquín Amaro            | Ciudad de México                      |
| Gatos Salvajes    | Universidad Autónoma de Querétaro          | Estadio Municipal de Querétaro   | Querétaro, Querétaro                  |
| Leones            | Universidad Anáhuac México Campus Sur      | Estadio Roberto "Tapatío" Méndez | Ciudad de México                      |
| Panteras Negras   | Universidad Autónoma Metropolitana         | UAM Iztapalapa                   | Ciudad de México                      |
| Toros Salvajes    | Universidad Autónoma Chapingo              | Estadio José Palomo Ruiz Tapia   | Texcoco, Estado de México             |
| Venados           | Universidad Autónoma del Estado de Morelos | Estadio Centenario               | Cuernavaca, Morelos                   |
| Grupo C           |                                            |                                  |                                       |
| Águilas           | Universidad Autónoma de Chihuahua          | Nido Águilas                     | Chihuahua, Chihuahua                  |
| Borregos Salvajes | ITESM Campus Chihuahua                     | ITESM Chihuahua                  | Chihuahua, Chihuahua                  |
| Burros Pardos     | Instituto Tecnológico de Saltillo          | Saltillo-ITS                     | Saltillo, Coahuila                    |
| Potros            | Instituto Tecnológico de Sonora            | Estadio Manuel Piri Sagasta      | Ciudad Obregón, Sonora                |
| Tecos             | Universidad Autónoma de Guadalajara        | Estadio 23 de Octubre            | Zapopan, Jalisco                      |

## Standings

### Conferencia de los 10 Grandes
| Equipo                 | Récord | Cociente | PF  | PC  | Dif. | Racha |
| ---------------------- | ------ | -------- | --- | --- | ---- | ----- |
| Borregos CEM           | 9 – 0  | 1.000    | 402 | 145 | 257  | G9    |
| Borregos Monterrey     | 7 – 2  | 0.778    | 354 | 118 | 236  | P1    |
| Aztecas UDLA           | 7 – 2  | 0.778    | 285 | 220 | 65   | G5    |
| Auténticos Tigres UANL | 4 – 5  | 0.444    | 261 | 259 | 2    | G1    |
| Pumas UNAM             | 4 – 5  | 0.444    | 128 | 201 | -73  | P1    |
| Pumas Acatlán          | 4 – 5  | 0.444    | 143 | 229 | -86  | P2    |
| Borregos Toluca        | 4 – 5  | 0.444    | 149 | 267 | -118 | G1    |
| Borregos Laguna        | 3 – 6  | 0.333    | 134 | 201 | -67  | G2    |
| Águilas Blancas IPN    | 3 – 6  | 0.333    | 230 | 224 | 6    | P2    |
| Lobos UAC              | 0 – 9  | 0.000    | 100 | 322 | -222 | P9    |

     Clasificado a Postemporada
     Desciende a la Conferencia Nacional

### Conferencia Nacional
| Grupo A                 | Grupo A | Grupo A  | Grupo A | Grupo A | Grupo A | Grupo A |
| Equipo                  | Récord  | Cociente | PF      | PC      | Dif.    | Racha   |
| ----------------------- | ------- | -------- | ------- | ------- | ------- | ------- |
| Pieles Rojas IPN        | 6 – 0   | 1.000    | 178     | 55      | 123     | G6      |
| Gamos CUM               | 5 – 1   | 0.833    | 189     | 92      | 97      | G5      |
| Cherokees UVM           | 4 – 2   | 0.667    | 126     | 122     | 4       | G3      |
| Correcaminos UAT        | 3 – 3   | 0.500    | 193     | 114     | 79      | P2      |
| Frailes UT              | 3 – 3   | 0.333    | 113     | 86      | 27      | G1      |
| Potros Salvajes UAEM    | 1 – 5   | 0.167    | 46      | 131     | -85     | P5      |
| Zorros ITQ              | 0 – 6   | 0.000    | 46      | 291     | -245    | P6      |
| Grupo B                 |         |          |         |         |         |         |
| Equipo                  | Récord  | Cociente | PF      | PC      | Dif.    | Racha   |
| Borregos CCM            | 6 – 0   | 1.000    | 333     | 13      | 320     | G6      |
| Centinelas CGP          | 5 – 1   | 0.833    | 259     | 84      | 175     | G1      |
| Leones Anáhuac Sur      | 4 – 2   | 0.667    | 179     | 81      | 98      | P1      |
| Panteras Negras UAM     | 3 – 3   | 0.500    | 126     | 107     | 19      | G2      |
| Toros Salvajes Chapingo | 2 – 4   | 0.333    | 82      | 223     | -141    | P2      |
| Gatos Salvajes UAQ      | 1 – 5   | 0.167    | 89      | 270     | -181    | P3      |
| Venados UAEM            | 0 – 6   | 0.000    | 38      | 328     | -290    | P6      |
| Grupo C                 |         |          |         |         |         |         |
| Equipo                  | Récord  | Cociente | PF      | PC      | Dif.    | Racha   |
| Borregos Chihuahua      | 4 – 0   | 1.000    | 123     | 25      | 98      | G4      |
| Águilas UACH            | 3 – 1   | 0.750    | 92      | 57      | 35      | G3      |
| Potros ITSON            | 2 – 2   | 0.500    | 52      | 89      | -37     | P2      |
| Burros Pardos ITS       | 1 – 3   | 0.250    | 49      | 62      | -13     | G1      |
| Tecos UAG               | 0 – 4   | 0.250    | 48      | 131     | -83     | P4      |

     Clasificado a Postemporada

## Resultados

### Postemporada

#### Conferencia de los 10 Grandes
|  | Semifinales                               | Semifinales        |    |  | Final                                      | Final |  |
|  |                                           |                    |    |  |                                            |       |  |
|  | 4 de noviembre 12:00 – Corral de Plástico |                    |    |  |                                            |       |  |
|  | equipazo de rafa duk                      | 45                 |    |  |                                            |       |  |
|  | Auténticos Tigres UANL                    | 8                  |    |  |                                            |       |  |
|  |                                           |                    |    |  |                                            |       |  |
|  |                                           |                    |    |  | 11 de noviembre 12:00 – Corral de Plástico |       |  |
|  |                                           |                    |    |  | Borregos CEM                               | 38    |  |
|  |                                           | Borregos Monterrey | 28 |  |                                            |       |  |
|  |                                           |                    |    |  |                                            |       |  |
|  |                                           |                    |    |  |                                            |       |  |
|  |                                           |                    |    |  |                                            |       |  |
|  | 3 de noviembre 19:00 – Tecnológico        |                    |    |  |                                            |       |  |
|  | Borregos Monterrey                        | 12                 |    |  |                                            |       |  |
|  | Aztecas UDLA                              | 4                  |    |  |                                            |       |  |

#### Conferencia Nacional
Los mejores ocho equipos de los tres grupos clasifican a cuartos de final.
|  | Cuartos de final                       | Cuartos de final                       |                                      |    | Semifinal | Semifinal |  |  | Final | Final |
|  |                                        |                                        |                                      |    |           |           |  |  |       |       |
|  | 27 de octubre 19:00 – Disney Field     |                                        |                                      |    |           |           |  |  |       |       |
|  |                                        |                                        |                                      |    |           |           |  |  |       |       |
|  | Borregos CCM                           | 41                                     |                                      |    |           |           |  |  |       |       |
|  | Borregos CCM                           | 41                                     | 3 de noviembre 19:00 – Disney Field  |    |           |           |  |  |       |       |
|  | Cherokees UVM                          | 14                                     |                                      |    |           |           |  |  |       |       |
|  | Cherokees UVM                          | 14                                     | Borregos CCM                         | 41 |           |           |  |  |       |       |
|  | 28 de octubre 11:00 – Joaquín Amaro    |                                        | Borregos CCM                         | 41 |           |           |  |  |       |       |
|  |                                        | Centinelas CGP                         | 13                                   |    |           |           |  |  |       |       |
|  | Centinelas CGP                         | Centinelas CGP                         | 13                                   | 33 |           |           |  |  |       |       |
|  | Centinelas CGP                         |                                        | 10 de noviembre 19:00 – Disney Field | 33 |           |           |  |  |       |       |
|  | Gamos CUM                              | 23                                     |                                      |    |           |           |  |  |       |       |
|  | Gamos CUM                              | 23                                     | Borregos CCM                         | 52 |           |           |  |  |       |       |
|  | 28 de octubre 14:00 – ITESM Chihuahua  |                                        | Borregos CCM                         | 52 |           |           |  |  |       |       |
|  |                                        | Borregos Chihuahua                     | 15                                   |    |           |           |  |  |       |       |
|  | Borregos Chihuahua                     | Borregos Chihuahua                     | 15                                   | 48 |           |           |  |  |       |       |
|  | Borregos Chihuahua                     | 3 de noviembre 14:00 – ITESM Chihuahua |                                      | 48 |           |           |  |  |       |       |
|  | Leones Anáhuac Sur                     | 12                                     |                                      |    |           |           |  |  |       |       |
|  | Leones Anáhuac Sur                     | 12                                     | Borregos Chihuahua                   | 14 |           |           |  |  |       |       |
|  | 28 de octubre 14:00 – Wilfrido Massieu |                                        | Borregos Chihuahua                   | 14 |           |           |  |  |       |       |
|  |                                        | Pieles Rojas IPN                       | 13                                   |    |           |           |  |  |       |       |
|  | Pieles Rojas IPN                       | Pieles Rojas IPN                       | 13                                   | 62 |           |           |  |  |       |       |
|  | Pieles Rojas IPN                       |                                        |                                      | 62 |           |           |  |  |       |       |
|  | Águilas UACH                           | 0                                      |                                      |    |           |           |  |  |       |       |
|  | Águilas UACH                           | 0                                      |                                      |    |           |           |  |  |       |       |